# 那須聖
那須 聖（なす きよし、1916年4月 - 2017年6月）は、ニューヨーク在住の外交評論家。

## 来歴
大正5年4月、米国カリフォルニア州に生まれる。
6歳の時、東京に移住。翌年、関東大震災を体験。
神戸に移り、関西学院大学で心理学を専攻。
当時から心理学界で異端視されていた霊を研究対象にする超心理学の研究を始める。
卒業後、昭和15年、東京帝国大学航空研究所嘱託として航空心理学の研究に従事。真珠湾奇襲攻撃直後に陸軍に応招。
戦後、毎日新聞社に入社。
昭和27年、コロンビア大学で国際関係論・国際機構論を専攻。
毎日新聞社外信部副部長、ワシントン特派員、ニューヨーク支局長、論説委員を歴任。
退社後、ニューヨークで外交評論家として新聞、雑誌などに寄稿する傍ら、各地で講演を行い、この間、吉田茂首相をはじめ、９名の日本の首相と対談。著書多数。

### ジャーナリストとして
平素から人物、事件について冷静に、公平に、公正に報道して、読者に対して責任をとらなければならないことを心がけている。

### 評論家として
宣伝その他別の意図を秘めて、それを故意に過大評価したり、また過小評価すべきでもない。
しかしある事件、人物を十分的確に理解し、評価することは困難な場合が多く、ことに奇蹟というような異常なことが起こっている場合には、それを奇蹟でないように評価するのではなくて、やはり奇蹟であるといって読者に伝える判断力と勇気とを、評論家は備えているべきであると考える。

## 著書
- 「人間はいかに行動するか（訳書）」創元社　1942
- 「航空と人間（共著）」創元社　1943
- 「国際政治の手引き」日本外政学会　1956
- 「時事英語ハンドブック」培風館 1961
- 「日本語らしい表現から英語らしい表現へ（Edward George Seidenstickerrと共著）」培風館　1962
- 「国際連合の全貌」日本外政学会　1962
- 「外から見た日本、内から見た米国」ケイザイ春秋社 1969
- 「不誠実な日本」自由社 1973
- 「崩れゆく日米関係」青木書房 1978
- 「第三次世界大戦は始まっている」　サンケイ出版 1979
- 「米大統領選挙」世界日報社　1980
- 「ソ連でいま何が起こっているか」サンケイ出版社 1981
- 「救世主現る」善本社 1984
- 「1986年　巨大インフレの恐怖」 太陽企画出版 1984
- 「牢獄の救世主」善本社 1985
- 「ソ連崩壊」太陽企画出版 1986
- 「ソ連崩壊が迫る」太陽企画出版 1987
- 「崩れ出したソ連帝国」太陽企画出版 1988
- 「権力者ブッシュ大統領のすべて」政界往来社 1989
- 「生まれ変わる南アフリカ共和国」泰流社 1989
- 「壊滅　ソ連帝国」太陽企画出版 1989
- 「ソ連崩壊後の世界」太陽企画出版 1990
- 「米国大統領が世界の盟主になる」学習研究社 1991
- 「島国大国　日本の悲劇」太陽企画出版 1992
- 「自壊するアメリカ」太陽企画出版 1993
- 「人間の正体と霊界との関わり」光言社 1996
- 「From the Darkness to the Light」Vantage Press 1999
- 「最悪の世紀よ　さらば」光言社 2000
- 「霊の正体」たま出版 2009